# Werder (merseburgisches Adelsgeschlecht)

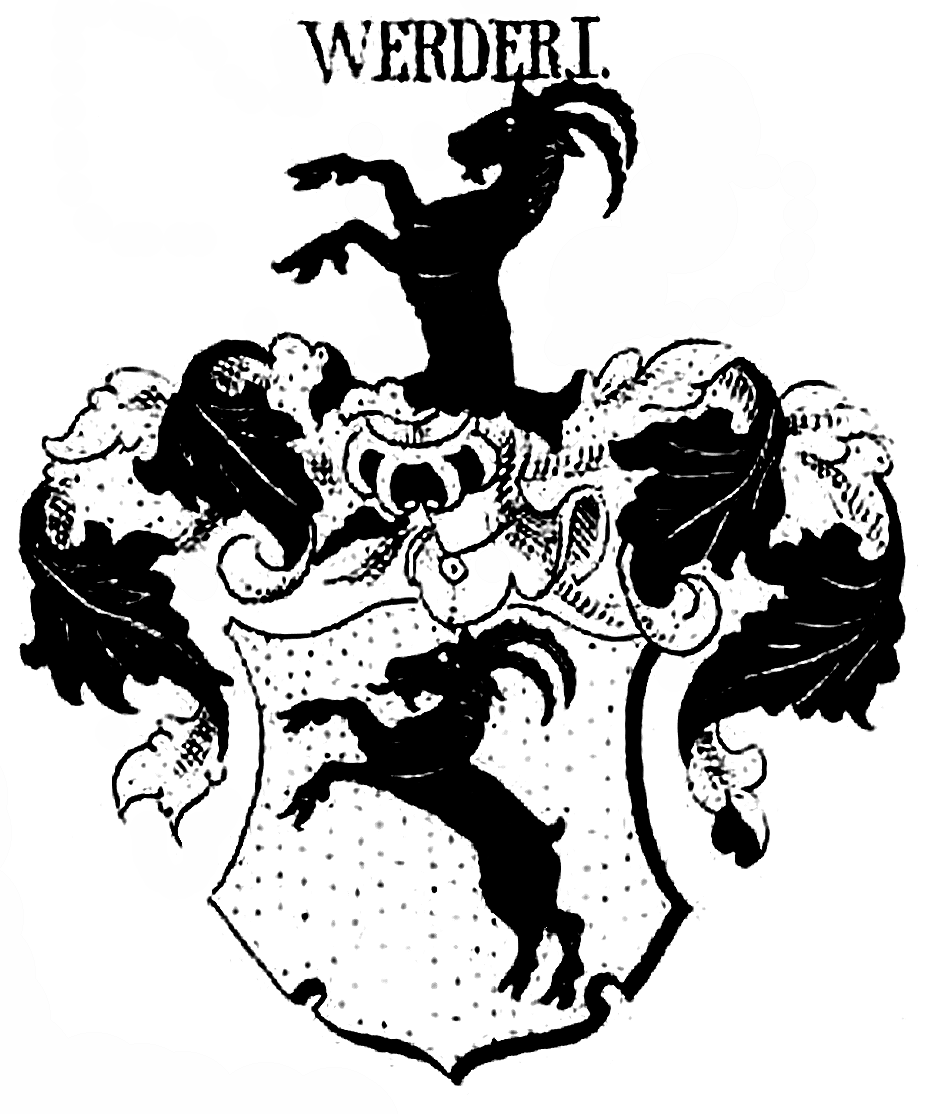
Wappen derer von Werder

Werder ist der Name eines ausgestorbenen Adelsgeschlechts, das der Merseburger Ministerialität entstammte.

## Geschichte
Das Geschlecht nannte sich nach einem Gut bei Merseburg, das später durch Kauf an die Bischöfe von Merseburg kam (heute Neumarkt). 
Ritter Conrad von Werder lebte 1327; Ulrich 1332, Hans 1378, dessen Söhne Conrad und Richard 1409. Die Familie besaß Güter in Roßbach und Tragarth.

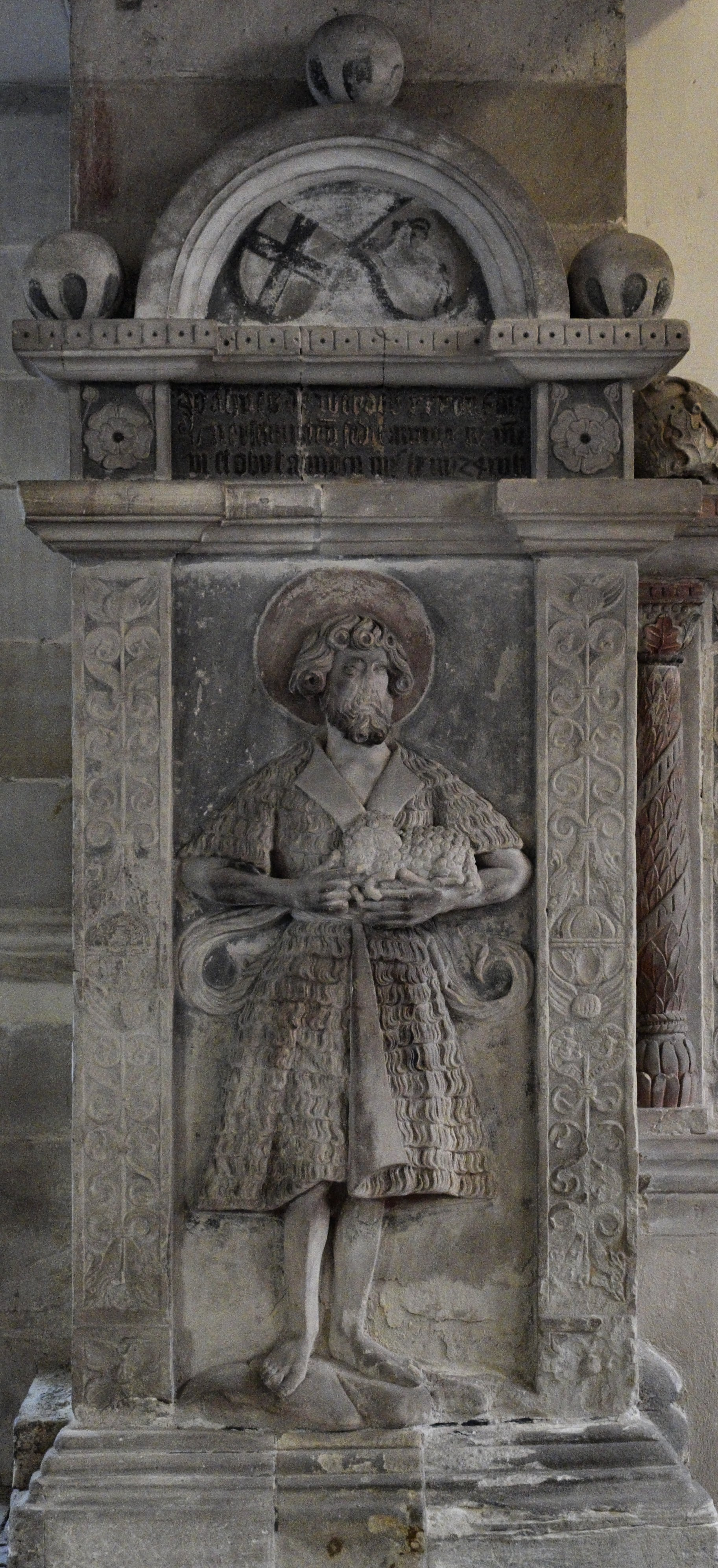
Epitaph für Johann III. von Werder im Merseburger Dom

Wohl aus dieser Familie stammte der Kanonist Hermann de Insula. 1381 wurde er in Bologna zum doctor decretorum promoviert. Bald darauf wirkte er an der Prager Universität, danach in Wien. Er war daneben Scholaster am Domstift Meißen. Schließlich wurde er Auditor an der römischen Rota und legte eine Sammlung von Entscheidungen dieses Gerichts an. Am 16. Juni 1390 wird er als verstorben genannt. Ebenfalls an der Rota tätig war der spätere Bischof von Merseburg Johannes von Werder († 1466), sein Epitaph im Merseburger Dom zeigt das Familienwappen. Sein Verwandter Peter von Werder war Domscholaster, später Domthesaurar in Magdeburg, er starb 1466 als Domkantor in Merseburg.
Das Geschlecht erlosch mit Johann Carl von Werder auf Roßbach († 1794) im Mannesstamm.

## Wappen
Das Wappen zeigt in Gold einen springenden Bock. Auf dem Helm mit schwarz-goldenen Helmdecken der Bock wachsend.

## Persönlichkeiten
- Christoph Wilhelm von Werder († 1695), sachsen-merseburgischer Hofmarschall
- Wolf Bernhard von Werder